# Синоп (микрорегион)

Синоп на карте.

Синоп (порт. Microrregião de Sinop) — микрорегион в Бразилии, входит в штат Мату-Гросу. Составная часть мезорегиона Север штата Мату-Гроссу. Население составляет 173 189	человек (на 2010 год). Площадь — 49 825,302	км². Плотность населения — 3,48 чел./км².

## Демография
Согласно сведениям, собранным в ходе переписи 2010 г. Национальным институтом географии и статистики (IBGE), население микрорегиона составляет:						
| Полное население                             | Полное население                             | Полное население                             | Полное население                             | 173 189 |
| -------------------------------------------- | -------------------------------------------- | -------------------------------------------- | -------------------------------------------- | ------- |
| в том числе:                                 | Городское население                          | 136 214                                      | Процент городского населения, %              | 78,65   |
|                                              | Сельское население                           | 36 975                                       | Процент сельского населения, %               | 21,35   |
|                                              | Мужское население                            | 88 945                                       | Процент мужского населения, %                | 51,36   |
|                                              | Женское население                            | 84 244                                       | Процент женского населения, %                | 48,64   |
| Плотность населения, чел/км²                 | Плотность населения, чел/км²                 | Плотность населения, чел/км²                 | Плотность населения, чел/км²                 | 3,48    |
| Население микрорегиона в % к населению штата | Население микрорегиона в % к населению штата | Население микрорегиона в % к населению штата | Население микрорегиона в % к населению штата | 5,71    |

## Статистика
- Валовой внутренний продукт на 2003 год составляет 1 105 150 483,00 реалов (данные: Бразильский институт географии и статистики).
- Валовой внутренний продукт на душу населения на 2003 год составляет 7101,97 реал (данные: Бразильский институт географии и статистики).
- Индекс развития человеческого потенциала на 2000 год составляет 0,777 (данные: Программа развития ООН).

## Состав микрорегиона
В составе микрорегиона включены следующие муниципалитеты:
1. Клаудия
2. Фелис-Натал
3. Итауба
4. Марселандия
5. Нова-Санта-Элена
6. Санта-Кармен
7. Синоп
8. Униан-ду-Сул
9. Вера